# Mehrzweckzug

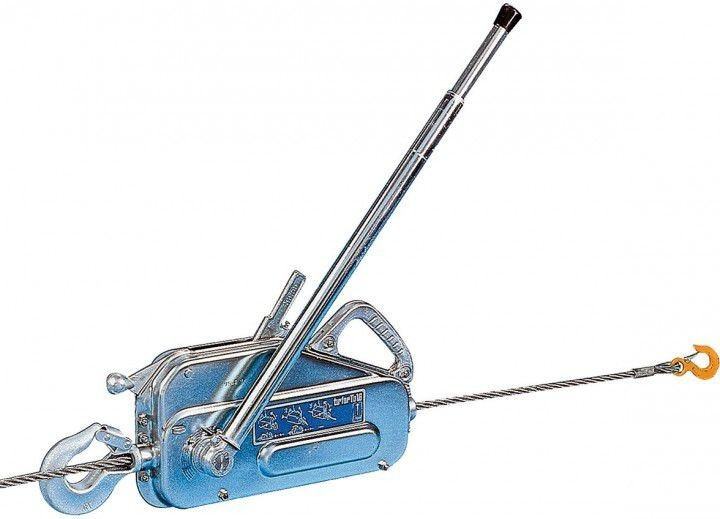
Mehrzweckzug mit eingespanntem Stahlseil

Der Mehrzweckzug (auch Ratschenseilzug oder nach den bekanntesten Herstellerunternehmen auch Greifzug oder Habegger genannt) ist ein transportables handbetätigtes Gerät zum kontrollierten Bewegen eines Drahtseils beim Ziehen, Heben oder Ablassen von Lasten.
Das Seil wird an einem Ende des Gerätes hineingezogen und verlässt es am anderen Ende. Mit anderen Worten: Das Gerät klettert auf dem Seil voran. Anders als bei einer Winde mit limitierender Seiltrommel kann das Seil beliebig lang sein.
Handelsübliche Greifzüge sind ausgelegt für eine Zugkraft von mehreren tausend Newton bis zu über dreißig Kilo-Newton. Viele Hersteller bieten die folgenden drei verschiedenen Größen an: für 8, 16 oder 32 Kilo-Newton Zugkraft.
Verwendung finden die Greifzüge bei Hilfsorganisationen wie Feuerwehr oder THW und in der Forstwirtschaft.

## Bezeichnung
Der umgangssprachliche Name des Mehrzweckzuges rührt vom Herstellerunternehmen Tractel Greifzug GmbH bzw. Willy Habegger her. Bei den österreichischen Feuerwehren wird nur der Begriff Greifzug, bei den schweizerischen Habegger (Mehrzweckzug ist dort eher unbekannt) verwendet. In Deutschland ist das Gerät regional auch als Luxemburger bekannt.

## Funktion
An einem seiner beiden Enden ist ein Mehrzweckzug mit einem Haken oder Bolzen versehen. Hiermit wird er mit derjenigen Stelle (Festpunkt, Verankerung) verbunden, von der die Reaktionskraft zur Seikraft ausgeht. Zu einem Mehrzweckzug gehört ein spezielles Stahlseil. Es ist den im Gerät verwendeten Klemmvorrichtungen angepasst.
Bei der Vorwärtsbewegung eines Bedienhebels wird das in einer am Hebel befestigten Klemmvorrichtung gefasste Seil ins Gerät hineingezogen. Bei der Rückwärtsbewegung löst sich diese Klemmvorrichtung vom Seil, das jetzt von einer zweiten, im Gerät befestigten Klemmvorrichtung gefasst und zurückgehalten wird. Die beiden Klemmvorrichtungen fassen und geben das Seil wechselweise frei. Eine Klemmvorrichtung besteht im Wesentlichen aus einer oder mehrfach längs geschlitzten, das Seil umfassenden und außen konisch geformten Hülse. Dazu gehört je eine am Hebel bzw. am Gerät befestigte Hülse mit Innenkonus. Zwischen Klemmvorrichtung und Seil besteht Selbsthemmung: Je größer die Seilkraft ist, desto fester wird die die Klemmvorrichtung auf das Seil gepresst.
Ein Mehrzweckzug ist meistens so gebaut, dass auch eine Last abgesenkt bzw. die Transportrichtung des Seils umgekehrt werden kann: hierzu wird das Hebelrohr auf einen zweiten Bedienhebel gesteckt, wobei dessen Vorwärtsbewegung die umgekehrte Seilbewegung bewirkt.

## Sicherheit und Anwendung
Sofern die aufgebrachte Kraft die Nennzugkraft um etwa 25 % überschreitet, wird ein Abscherstift als Sollbruchteil im Bedienhebel zerstört. Ein weiteres Ziehen des Seils ist erst nach Austausch dieses Stiftes möglich. Für den Austausch muss die angehängte Last reduziert oder anderweitig (z. B. mittels eines separaten Flaschenzugs) aufgenommen werden. Bei gebrochener Überlastsicherung kann die Last auch weiterhin abgelassen, d. h. auf einfache Weise ganz entfernt werden.
Zu beachten ist, dass nur Originalstifte des Herstellers verwendet werden, da sonst die für die Sollbruchstelle definierte Last möglicherweise nicht mehr korrekt ist.
Meist wird ein Sicherheitsfaktor von fünf angegeben: der Mehrzweckzug sollte also das Fünffache der Nenn-Zugkraft zumindest halten können.
Der Mehrzweckzug arbeitet in jeder Lage und jeder Richtung mit gleich bleibender Sicherheit, also sowohl waagerecht, als auch schräg oder senkrecht und ist daher vielseitiger einsetzbar als beispielsweise eine fest auf einem Fahrzeug installierte Seilwinde, zumal der Mehrzweckzug in einer Kiste verpackt auch durch unwegsames Gelände an eine abgelegene Einsatzstelle transportiert werden kann.
Wenn der Mehrzweckzug im Gelände eingesetzt wird, wo kein Festpunkt für die Reaktionskraft vorhanden ist, wird eine Freilandverankerung mit Erdnägeln vorgenommen.
Die relevante Norm für Mehrzweckzüge im Einsatz der Feuerwehr in Deutschland ist DIN 14800-5, worin die Mehrzweckzugvarianten MZ 16 und MZ 32 definiert sind.

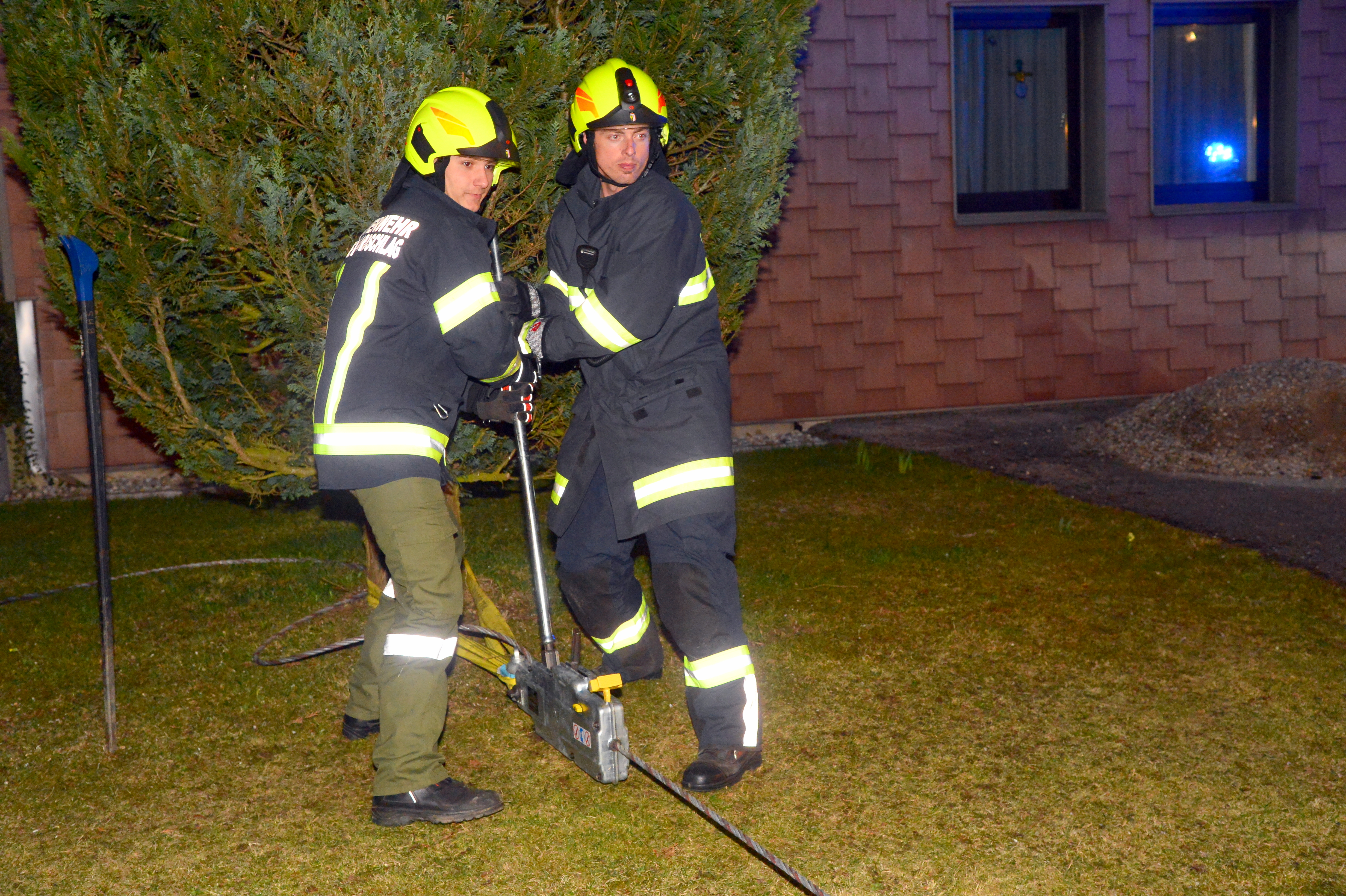
An einem Baumstamm verankerter Mehrzweckzug bei einer Feuerwehrübung
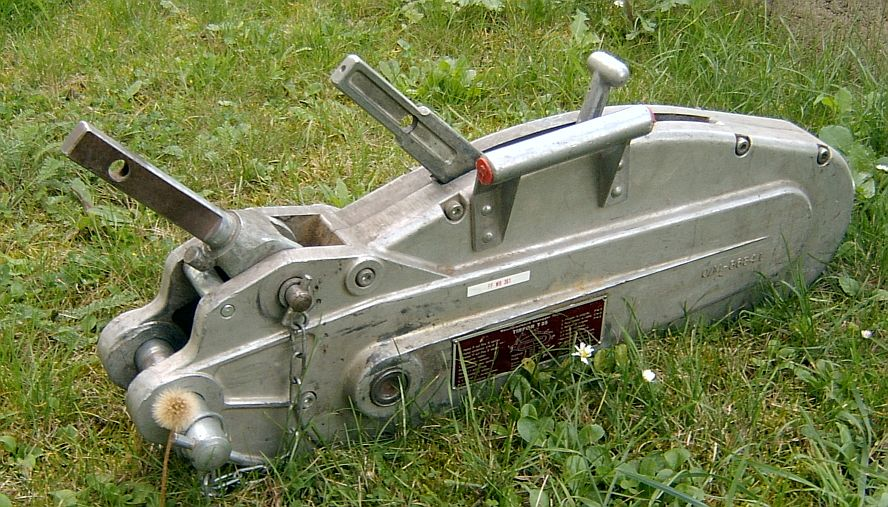
Mehrzweckzug mit 30 kN Zugkraft

## Ursprung
Der Mehrzweckzug wurde erfunden von Simon Faure, der am 5. September 1945 in Frankreich einen „Drahtseil-Zug- und Hebeapparat“ zum Patent anmeldete. Im Jahr 1948 wurde in Luxemburg das Unternehmen Secalt gegründet, das den Apparat produziert und unter dem Markennamen Tirfor (v. frz. tirer „ziehen“, fort „stark“) vertreibt. Bald wurden zahlreiche Tochtergesellschaften im Ausland gegründet, darunter die deutsche Greifzug GmbH und die amerikanische Griphoist Inc. Die genannten Unternehmen gehören zur weltweit operierenden Tractel-Gruppe mit Hauptsitz in Luxemburg.